# Ислам на Реюньоне

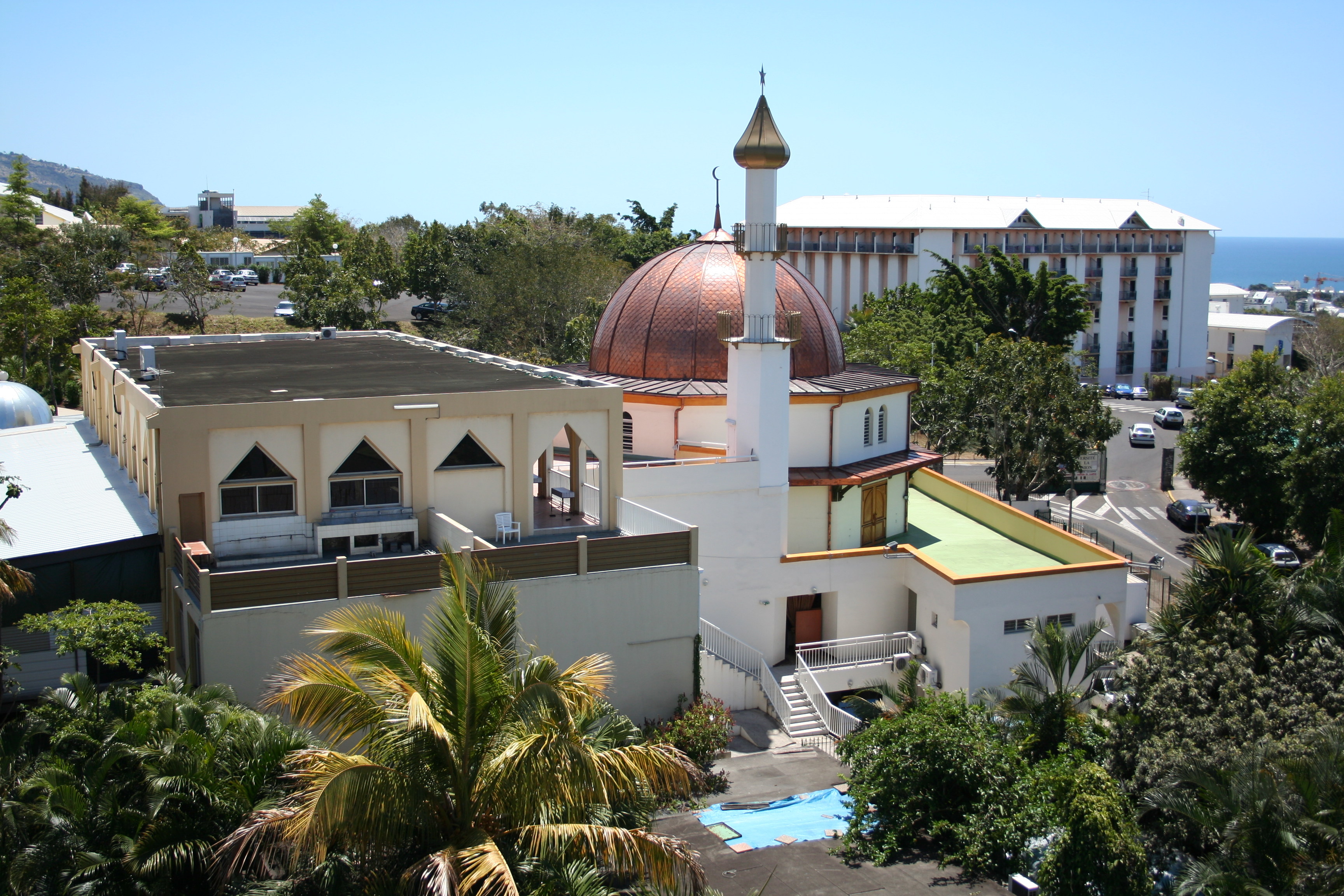
Мечеть в городе Сент-Дени

Ислам в Реюньоне не имеет большого числа последователей, его исповедуют по разным данным от 2,15 % до 4,2 % населения этой страны.

## История
Остров Реюньон был необитаем. С X века посещался моряками мусульманами, однако первыми поселенцами были европейцы, принесшие на остров христианство. Поэтому 90 % населения острова католики. Мусульмане начали массово мигрировать на Реюньон в середине XIX века. В основном это были иммигранты из Южной Азии, в частности из современного Индийского штата Гуджарат. На местном диалекте все мусульмане Реюньона, даже индийского и пакистанского происхождения, зовутся зарабы.

## Численность и расселение
Данные о количестве последователей ислама в Реюньоне разнятся, по одним данным в стране проживает 15037 мусульман по другим 35700 приверженцев ислама. Мусульмане Реюньона разделены на три общины. Бо́льшая часть мусульман острова относится к Ханафитскому мазхабу и является потомками прибывших в XIX веке Гуджарата мусульман «зарабов». Другая группа мусульманин родом из штата Гуджарат начала переселяться на Реюньон с 1972 года, они бежали с Мадагаскара из-за политической ситуации на острове. Эти индийцы, называемые на местном диалекте «каранес», относятся к другой ветви ислама — шиитам. Последняя мусульманская община, образовавшаяся на острове, называется «коморцами» и состоит в основном из иммигрантов с острова Майотта, прибывших на Реюньон в 1970-х годах. Они относятся к Шафиитскому мазхабу. Во всех городах острова построены мечети. Старейшей из них является мечеть Нур-аль-Ислам в столице Реюньона Сен-Дени, построенная в 1905 году выходцами из Гуджарата. Это самая большая мечеть острова: длина здания составляет 15 м, а молитвенный зал вмещает до 150 верующих. Мусульманской общиной Реюньона планируется в перспективе возведение мусульманского культурного центра, включающего библиотеку, центр языков и зал для конференций.

## Галерея

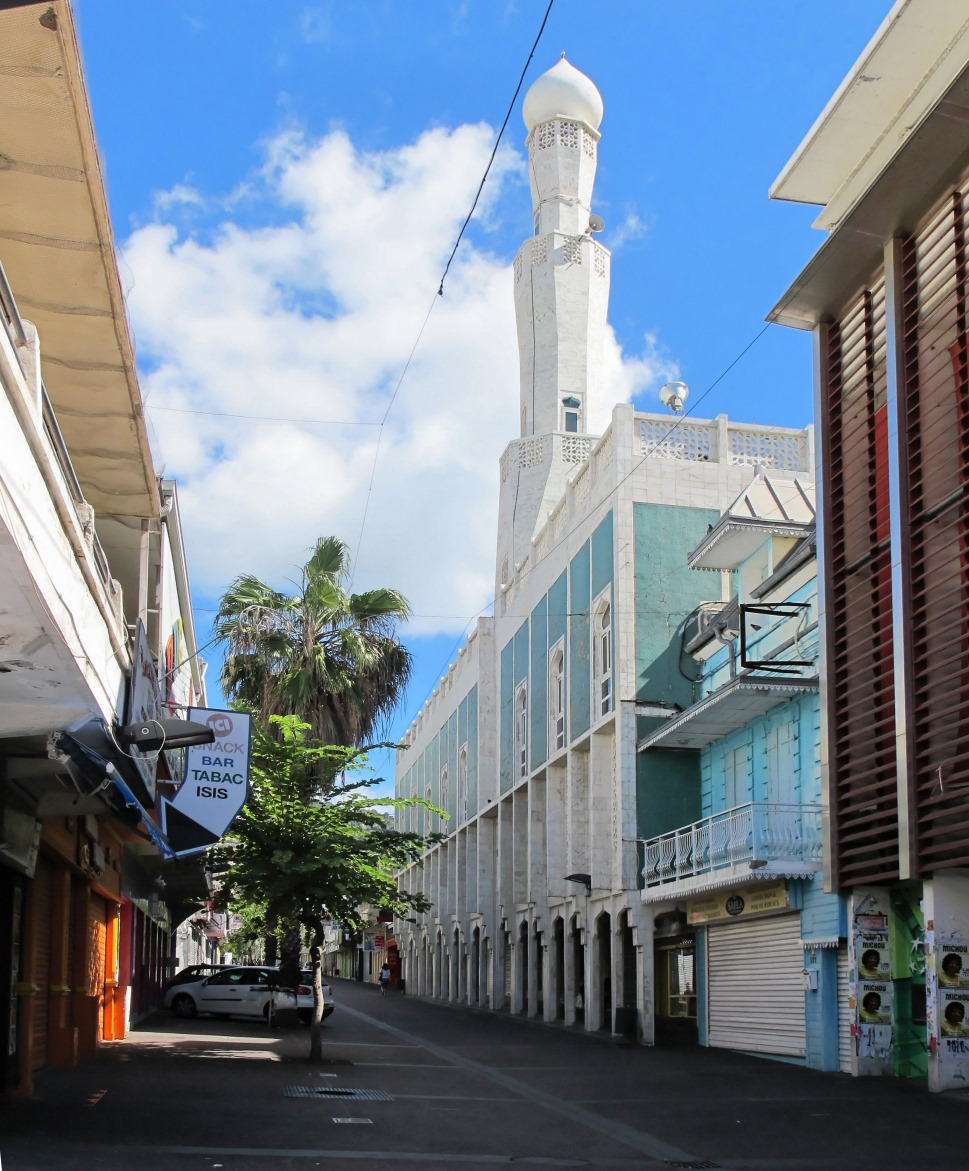
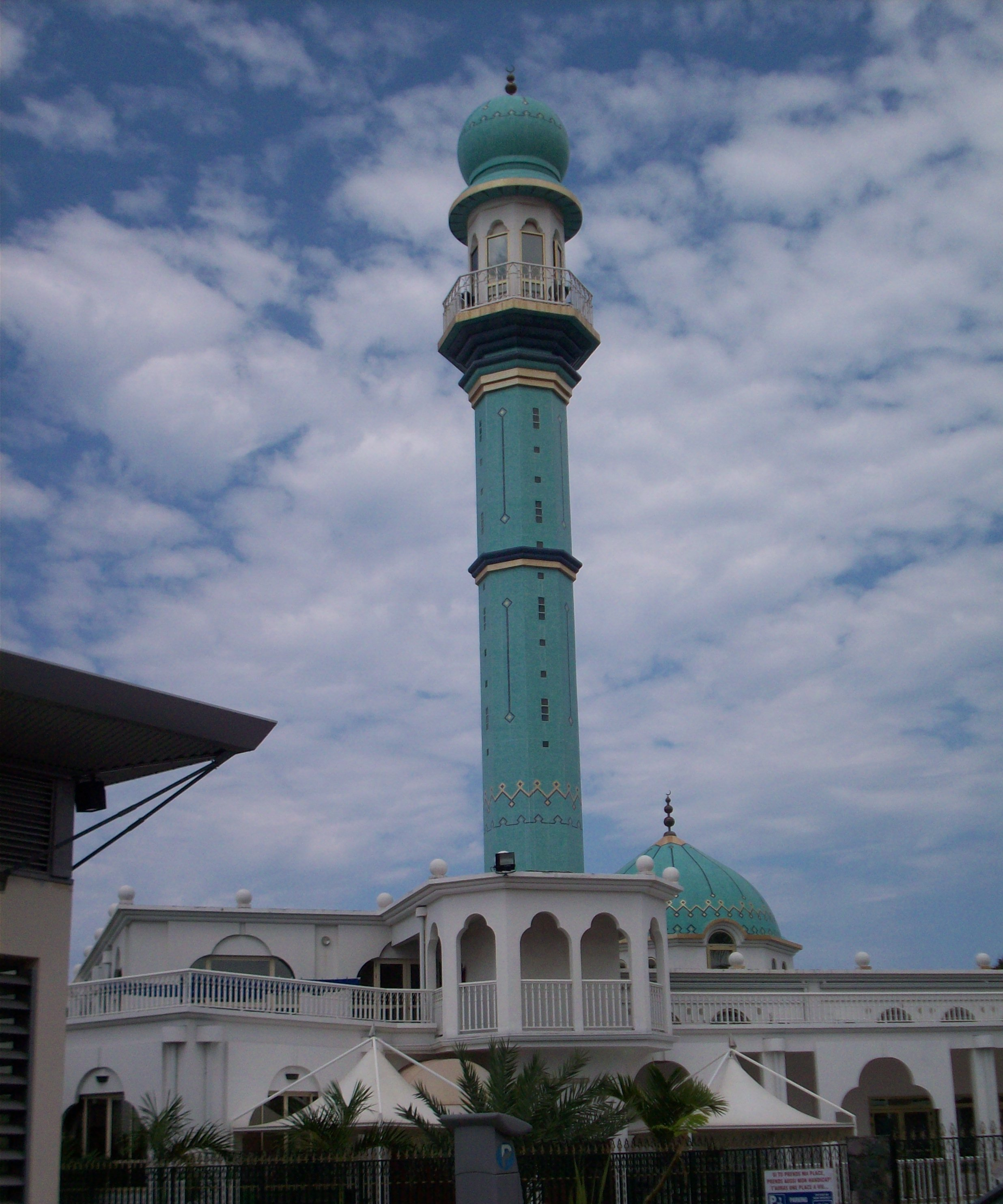
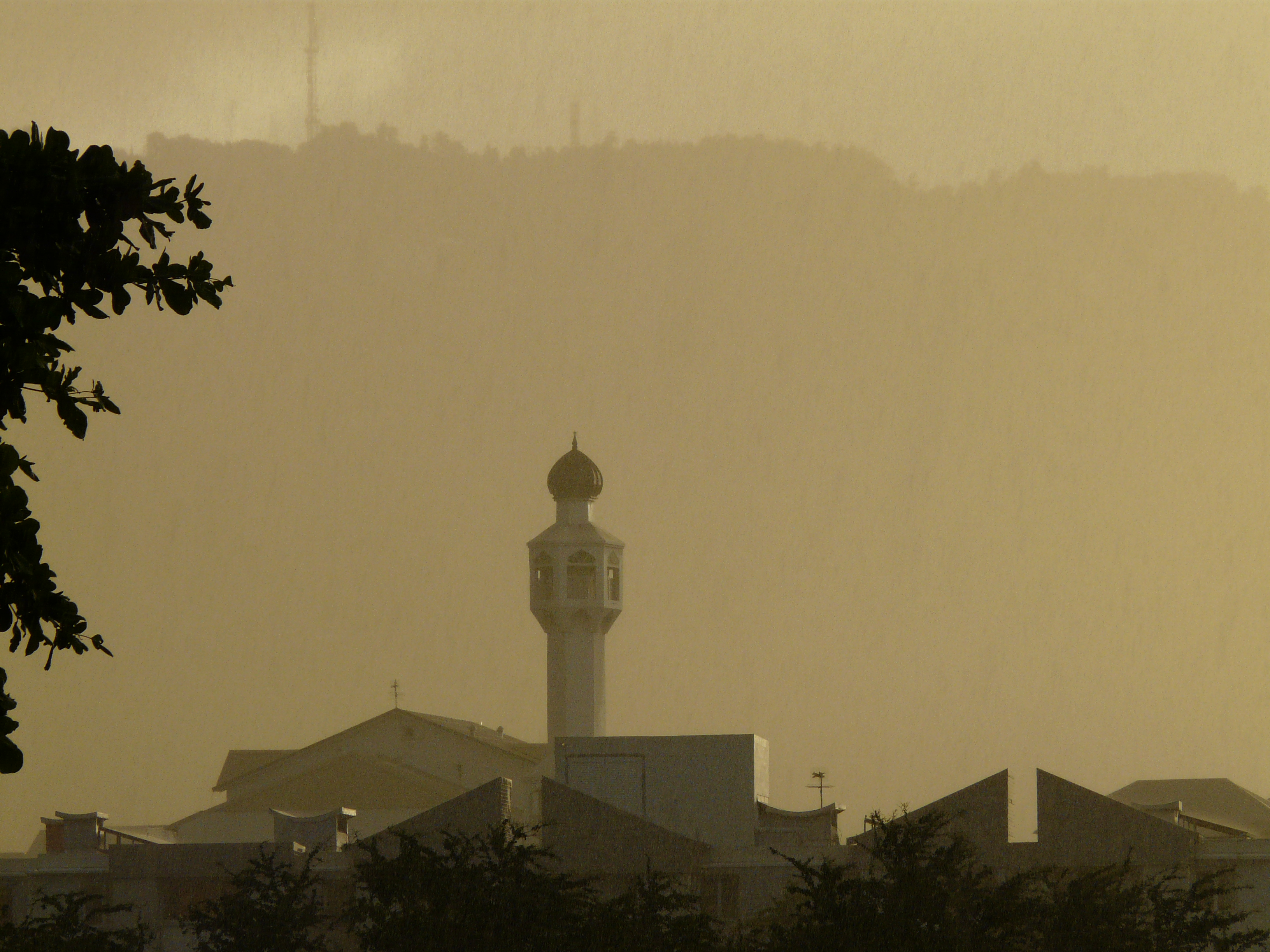